# Plosjtsjad Gagarina
Plosjtsjad Gagarina (Russisch: Площадь Гагарина) is een station aan de kleine ringspoorlijn in de Russische hoofdstad Moskou. Het station is, net als het bovengelegen plein, genoemd naar Joeri Gagarin, de eerste mens in de ruimte. Het is het enige ondergrondse station van de kleine ringspoorlijn die in september 2016 zal worden heropend voor personenvervoer. Het station heeft een rechtstreekse verbinding met station Leninski Prospekt van de metro.